# Кагарлик (станція)
Кагарлик — проміжна залізнична станція 5-го класу Київської дирекції Південно-Західної залізниці на електрифікованій лінії Київ-Деміївський — Миронівка між зупинним пунктом Платформа 71 км (5 км) та роз'їздом Галине (9 км). Розташована за 6 км від міста Кагарлик Обухівського району Київської області. 

## Історія
Лінію Миронівка — Кагарлик почали будувати 1913 року, однак через 
Першу світову війну та подальший Жовтневий переворот, рух поїздів було відкрито лише у 1923 році, одночасно з відкриттям станції Кагарлик.
До початку 1980-х років станція була тупиковою, проте після продовження будівництва залізниці Київ — Миронівка станція перетворилася на проміжну.

## Пасажирське сполучення
На станції Кагарлик зупиняються приміські електропоїзди сполученням Київ —Миронівка.